# فلاديمير كرامنيك
- فلاديمير كرامنيك أستاذ دولي كبير من أصل روسي وبطل العالم الرابع عشر في الشطرنج.[5][6][7]
- ولد فلاديمير كرامنيك عام 1975 في مدينة تيوباسى الروسية الواقعة على البحر الأسود.
- تعلم الشطرنج في مدرسة بطل العالم السابق ميخائيل بوتفنيك وأظهر تفوقا واضحا.
- في عام 1992 لعب في أوليمبياد الشطرنج ضمن الفريق الروسي وحصل على الميدالية الذهبية.
- في عام 1995 فاز ببطولة دورتموند القوية.

## بطل عالم
- في عام 2000 لاقى كرامنيك بطل العالم كاسباروف على اللقب العالمي في لندن، وبالرغم أنه لم تكن هناك تصفيات إلا أن اختيار كرامنيك كمتحدي لأنه كان رقم 2 على العالم آنذاك. كان كرامنيك متأخرا عن كاسباروف في تصنيفه بأكثر من 70 نقطة ولم يتوقع الكثيرون فوزه في البداية حيث كان يبدو أنه لا يستطيع أحد مجاراة كاسباروف في ذلك الوقت غير الحاسوب ولم يتوقع أحد أن يهزمه بشر. ولكن حدثت المفاجأة وظهر أن كرامنيك كان معدا جيدا لهذا اللقاء وطبق في معظم الأدوار التي لعب فيها كاسباروف الطابق الإسباني (الروي لوبيز) دفاع برلين ولم يكن كاسباروف معدا لهذا التفريع المسمى دفاع برلين والذي يعد من أقوى ردود الأسود على الطابق الإسباني بينما لعب في حال حيازته القطع البيضاء دفاع نمسوفيتش وفاز في الدورين الثاني والعاشر بينما تعادل في بقية الأدوار ولم يستطع كاسباروف على مدى خمسة عشر دوراً الفوز ولو في دور واحد وهو أمر لم يحدث في تاريخ بطولة العالم سوى مرة واحدة عام 1921 عندما لم يستطع إيمانويل لاسكر فعل نفس الشيء أمام كابابلانكا، ويفوز كرامنيك بالمباراة ليتوج بطلا للعالم في الشطرنج.

## مباراته معالحاسوبفريتز
- في عام 2002 يلتقي بطل العالم كرامنيك مع الحاسوب الألماني فريتز في البحرين وتخوف الكثيرون من أن يهزم الحاسوب الإنسان وما مباراة كاسباروف مع الحاسوب ديب بلو ببعيد. ولكن كرامنيك يدافع عن سمعة البشر بشكل رائع أمام الحاسوب ويتعادل معه في مباراة أمتعت الملايين.

## دفاعه عن لقبه
يتأهل المجري القوي بيتر ليكو ليتحدى كرامنيك على اللقب العالمي وكان اللقاء في سويسرا ويتعادل اللاعبان 7-7 ليحتفظ كرامنيك بلقبه حسب اللوائح.

## بطولة العالم الموحدة
منذ عام 1993 كان هناك بطلان للشطرنج بطل عالم للمحترفين وبطل للاتحاد الدولي وظهرت مطالب أن يلتقي البطلين على اللقب الموحد ولم يحدث هذا إلا في سبتمبر عام 2006 عندما التقى بطل العالم للمحترفين فلاديمير كرامنيك مع بطل الاتحاد الدولي فيسلين توبالوف على اللقب الموحد في مدينة اليستا الروسية. وكانت المباراة مكونة من 12 دور بدأت المباراة بفوز كرامنيك في أول دورين بعد أخطاء فادحة من توبالوف. وبعد الدور الرابع اشتكى توبالوف عن طريق مدير أعماله دانيالوف من زيارات كرامنيك الكثيرة لدورة المياه ولمّح أن كرامنيك يغش باستخدام الحاسوب وتحديدا برنامج الحاسوب فريتز 9. وقررت اللجنة المنظمة إغلاق دورة مياة كرامنيك وغضب كرامنيك غضباً شديداً ورفض لعب الدور رقم 5 احتجاجاً على هذه القرارات. وكادت المباراة أن تلغى لولا حدوث وساطات في اللحظة الأخيرة من شخصيات مرموقة منهم الرئيس الروسي نفسه. واستكمل كرامنيك المباراة رغم احتساب النقطة المخصومة منه ويكتسب تعاطف الكثير من زملائه. وفاز كرامنيك في هذه المباراة على توبالوف ليصبح كرامنيك بطل العالم المطلق لأول مرة منذ 13 عام.

## روابط خارجية
- فلاديمير كرامنيك على موقع IMDb (الإنجليزية)
- فلاديمير كرامنيك على موقع الموسوعة البريطانية (الإنجليزية)
- فلاديمير كرامنيك على موقع إن إن دي بي (الإنجليزية)
- فلاديمير كرامنيك على موقع الاتحاد الدولي للشطرنج (الإنجليزية)
- فلاديمير كرامنيك على موقع مباريات الشطرنج (الإنجليزية)
- فلاديمير كرامنيك على موقع 365Chess.com (الإنجليزية)
- فلاديمير كرامنيك على موقع Chesstempo.com (الإنجليزية)
- فلاديمير كرامنيك سجل أولمبياد الشطرنج على موقع OlimpBase.org (الإنجليزية)